# Janusz Lipkowski
Janusz Lipkowski (ur. 3 lutego 1943 w Warszawie) – polski fizykochemik, twórca szkoły chemii supramolekularnej w Polsce, członek rzeczywisty Polskiej Akademii Nauk, w latach 2003–2006 wiceprezes PAN.

## Biografia
Ukończył VI Liceum Ogólnokształcące im. Tadeusza Reytana w Warszawie (1960) i Wydział Chemii Uniwersytetu Warszawskiego (1965). W 1972 roku otrzymał stopień doktora nauk chemicznych, w 1983 roku uzyskał habilitację, a w 1990 roku tytuł profesora nauk chemicznych.
Uczeń Wiktora Kemuli. Od 1990 roku profesor w Instytucie Chemii Fizycznej PAN, w latach 1992–2003 jego dyrektor. Od 2001 profesor Wydziału Matematyczno-Przyrodniczego i Szkoły Nauk Ścisłych Uniwersytetu Kardynała Stefana Wyszyńskiego w Warszawie. Od 1991 członek, w latach 2007–2020 prezes Towarzystwa Naukowego Warszawskiego. Od 1998 członek korespondent Polskiej Akademii Nauk, od 2013 członek rzeczywisty PAN, w latach 2003–2006 pierwszy wiceprezes PAN. Przewodniczący Rady Kuratorów Wydziału III Nauk Ścisłych i Nauk o Ziemi PAN (2011–2014) i przewodniczący Komitetu Chemii PAN (2007–2010, 2011–2014). Członek korespondent Polskiej Akademii Umiejętności (2012). 
Otrzymał doktorat honoris causa Instytutu Chemii Nieorganicznej Rosyjskiej Akademii Nauk w Nowosybirsku (1997). Honorowy profesor Syberyjskiego Oddziału Rosyjskiej Akademii Nauk (2001) i Uniwersytetu Technicznego w Ningbo (Chiny, 2019–2022). Członek Academia Europaea (2011), Royal Society of Chemistry (Fellow, 2018) i członek honorowy Mołdawskiej Akademii Nauk. Został odznaczony Złotym Krzyżem Zasługi (1975), Krzyżem Kawalerskim Orderu Odrodzenia Polski (2002) i Orderem Honoru Republiki Mołdawii (2006).

## Zainteresowania naukowe
Twórca szkoły chemii supramolekularnej w Polsce. Zajmował się przede wszystkim selektywnością, równowagami fazowymi i kinetyką procesów inkluzyjnych oraz rozpoznawaniem molekularnym. Prowadził badania klatratów i związków inkluzyjnych.

## Wybrane prace
- Janusz Lipkowski, Jerry L. Atwood,  Symbolic notation of clathrates „Supramolecular Chemistry”, Vol.: 30 2018 No. 5–6, SI, s. 510–513.
- Janusz Lipkowski Solvates and Hydrates—Supramolecular Compounds [w:] Reference Module in Chemistry, Molecular Sciences and Chemical Engineering 2016, ed. Jan Reedijk, Oxford 2016.
- Janusz Lipkowski, Vitaly Kalchenko, Chromatography in Supramolecular and Analytical Chemistry of Calixarenes [w:] Reference Module in Chemistry, Molecular Sciences and Chemical Engineering 2016, ed. Jan Reedijk,  Oxford 2016.
- Janusz Lipkowski Chemia supramolekularna. Szkic perspektyw rozwojowych [w:] Misja nauk chemicznych, red. B. Marciniec, Poznań  2011.
- Janusz Lipkowski, P. Fita, A. Grabowska, Crystal structure of a schiff base, 2-hydroxynaphthylidene-(8-aminoquinoline) – in search of two tautomeric forms, „Polish Journal of Chemistry”, Vol. 82  2008 nr 10,  s. 2009–2016.
- Janusz Lipkowski Hydrophobic hydration – Ecological Aspects, „Jour. Therm. Anal. Cal.", 2006.
- Janusz Lipkowski, D. Świerczyński, R. Luboradzki, G. Dolgonos, H-J. Schneider Non-Convalent Interations of Organic Halogen Compounds with Aromatic systems – Analyses of cristal Structure Data, „Eur. Jour. Inorg. Chem.”, 2005.
- Janusz Lipkowski Problemy systemu nauki w Polsce, „Nauka”, 2002 nr 3, s. 10–16.
- Janusz Lipkowski, Danuta Sybilska,  Wiktor Kemula wśród pionierów chemii supramolekularnej, „Kwartalnik Historii Nauki i Techniki”,  2002 nr 1, s. 47–53.
- Wykłady Jean-Marie Lehna pt. Chemia supramolekularna, tłum. [z ang.] i oprac. przez zespół Janusz Lipkowski [et al.], Instytut Chemii Fizycznej Polskiej Akademii Nauk, Warszawa 1985.
- Janusz Lipkowski Structure and physico-chemical behaviour of clathrates formed by the Ni(NCS)@#2 (4-Methylpyridine)@#4 complex, Accademia Polacca delle Scienze, Biblioteca e Centro di Studi a Roma, Zakład Narodowy im. Ossolińskich Wrocław 1980.